# Scandic persondatorer
Scandic persondatorer var en svensk leverantör av PC-datorer som grundades 1984. 
. SPC stod för Super Personal Computer och drevs av familjen Nyberg.
Deras datorer var egentligen en slags hembyggen och verksamheten gick egentligen mest ut på att bara montera datorer.